# Kreis Auerbach
Der Kreis Auerbach war ein Landkreis im Bezirk Karl-Marx-Stadt der DDR. Vom 3. Oktober 1990 bis Ende 1995 bestand er als Landkreis Auerbach im Freistaat Sachsen fort. Sein Gebiet liegt im heutigen Vogtlandkreis in Sachsen. Der Sitz der Kreisverwaltung befand sich in Auerbach/Vogtl.

## Geographie

### Lage
Der Kreis Auerbach lag östlich von Plauen im Vogtland und damit im Bezirk Chemnitz/Karl-Marx-Stadt. Ein großer Teil der Orte im Kreisgebiet liegt an der Göltzsch.

### Nachbarkreise
Der Kreis Auerbach grenzte im Uhrzeigersinn im Norden beginnend an die Kreise Reichenbach, Zwickau-Land, Aue, Klingenthal, Oelsnitz und Plauen-Land.

## Geschichte
Bereits 1874 war im Königreich Sachsen die Amtshauptmannschaft Auerbach eingerichtet worden, die 1939 in Landkreis Auerbach umbenannt wurde. Der Landkreis Auerbach gehörte nach 1945 zum Land Sachsen und somit seit 1949 zur DDR.
Am 25. Juli 1952 kam es in der DDR zu einer umfassenden Kreisreform, bei der unter anderem die Länder aufgelöst wurden und durch Bezirke ersetzt wurden. 15 Gemeinden des Landkreises Auerbach fielen an zwei neugegründete Kreise:
- Kreis Klingenthal mit 8 Gemeinden: Hammerbrücke, Klingenthal, Morgenröthe-Rautenkranz, Mühlleithen, Muldenberg, Oberzwota, Tannenbergsthal sowie Zwota.
- Kreis Reichenbach mit 7 Gemeinden: Irfersgrün, Lengenfeld, Pechtelsgrün, Schönbrunn, Waldkirchen, Weißensand sowie Wolfspfütz.

Der neue Kreis Auerbach wurde aus den folgenden 29 Gemeinden gebildet:
- 26 Gemeinden des alten Landkreises Auerbach:

Abhorn, Altmannsgrün, Auerbach/Vogtl., Beerheide, Bergen, Eich, Ellefeld, Falkenstein/Vogtl., Grünbach, Hartmannsgrün, Kottengrün, Neustadt b. Falkenstein,  Oberlauterbach, Plohn, Rebesgrün, Reumtengrün, Rothenkirchen, Rodewisch, Rützengrün, Schnarrtanne, Schreiersgrün, Treuen, Trieb, Werda, Wernesgrün und Wildenau
- 3 Gemeinden des alten Landkreises Zwickau:

Lauterhofen, Obercrinitz und Stangengrün
Der Kreis wurde dem neugebildeten Bezirk Karl-Marx-Stadt zugeordnet. Der Kreissitz war in der Stadt Auerbach.
Am 17. Mai 1990 wurde der Kreis in Landkreis Auerbach umbenannt. Anlässlich der Wiedervereinigung der beiden deutschen Staaten wurde der Landkreis im Oktober 1990 dem wiedergegründeten Land Sachsen zugesprochen.
Im ursprünglichen Gesetzentwurf der sächsischen Staatsregierung vom 29. Juni 1992 zur ersten sächsischen Kreisreform war die Bildung eines Vogtlandkreises aus den Kreisen Auerbach, Klingenthal, Reichenbach, Oelsnitz und Plauen vorgesehen. Im Rahmen des Gesetzgebungsverfahrens wurde dann jedoch die Bildung von zwei Kreisen „Elstertalkreis“ (Plauen, Oelsnitz, Teile von Klingenthal) und „Göltzschtalkreis“ (Auerbach, Reichenbach, 6 Gemeinden von Klingenthal) favorisiert. Diese Variante wurde dann durch das Kreisgebietsreformgesetz vom 24. Juni 1993 beschlossen. Gegen die Regelung wurde Verfassungsbeschwerde bei sächsischen Verfassungsgerichtshof eingelegt, der die Nichtigkeit feststellte. Mit dem 2. Kreisgebietsänderungsgesetzes vom 6. September 1995 wurde dann Bildung des Vogtlandkreises zum 1. Januar 1996 beschlossen.
Der Kreis Auerbach erfuhr seit 1952 bis zur Auflösung folgende Gemeindegebietsänderungen und Umgliederungen:
| Datum                 | alt | Art der Veränderung | neu |
| in der DDR            | in der DDR | in der DDR | in der DDR |
| --------------------- | --- | --- | --- |
| 4. Dezember 1952      | Umgliederung der Gemeinden Lauterhofen, Obercrinitz und Stangengrün in den Kreis Zwickau                                     | Umgliederung der Gemeinden Lauterhofen, Obercrinitz und Stangengrün in den Kreis Zwickau                                     | Umgliederung der Gemeinden Lauterhofen, Obercrinitz und Stangengrün in den Kreis Zwickau                                     |
| 20. Juni 1957         | Bildung der neuen Gemeinde Röthenbach nach Ausgliederung aus Wildenau (die Gemeinde war am 1. Juli 1950 eingemeindet worden) | Bildung der neuen Gemeinde Röthenbach nach Ausgliederung aus Wildenau (die Gemeinde war am 1. Juli 1950 eingemeindet worden) | Bildung der neuen Gemeinde Röthenbach nach Ausgliederung aus Wildenau (die Gemeinde war am 1. Juli 1950 eingemeindet worden) |
| 1. Januar 1979        | Abhorn | wurde eingemeindet nach | Plohn |
| in der Bundesrepublik | | | |
| 1. Juli 1992          | Rützengrün | wurde eingemeindet nach | Rodewisch |
| 1. April 1993         | Altmannsgrün | wurde eingemeindet nach | Treuen |
| 1. Juli 1993          | Plohn | wurde eingemeindet nach | Reichenbach (Kr. Reichenbach)                                                                                                |
| 1. Januar 1994        | Schnarrtanne | wurde eingemeindet nach | Auerbach/Vogtl. |
| 1. Januar 1994        | Reumtengrün | wurde eingemeindet nach | Rebesgrün |
| 1. Januar 1994        | Schreiersgrün | wurde eingemeindet nach | Treuen |
| 1. Januar 1994        | Kottengrün | wurde eingemeindet nach | Werda |
| 1. Januar 1994        | Muldenberg | wurde eingemeindet nach | Grünbach |
| 1. März 1994          | Röthenbach | wurde eingemeindet nach | Rodewisch |
| 1. März 1994          | Rothenkirchen | Zusammenschluss zu | Steinberg |
| 1. März 1994          | Wildenau | Zusammenschluss zu | Steinberg |
| 1. März 1994          | Wernesgrün | Zusammenschluss zu | Steinberg |

### Einwohnerentwicklung
| Jahr      | 1960   | 1971   | 1981   | 1989   | 1990   |
| Einwohner | 86.650 | 81.025 | 72.329 | 69.679 | 68.299 |

### Ergebnisse der Kreistagswahl 1990
- PDS: 3
- SPD: 6
- AfI – ELLA: 1
- DBD: 1
- B. F. D.: 2
- CDU: 22
- CSU: 1
- DSU: 4

Im Mai 1990 fand, letztmals in der DDR, die Kreistagswahl statt. Das Kreisgebiet wurde zur Wahl in fünf Wahlkreise eingeteilt. Mit (*) markierte Gewählte traten ihr Amt nicht an. Die Sitzverteilung im Kreistag ist nebenstehend dargestellt.
Das Ergebnis wurde in der Lokalausgabe der Freien Presse vom 16. Mai 1990 veröffentlicht.
| Partei     | Wahlkreis I                                                                                  | Wahlkreis II                                                                                   | Wahlkreis III                                                                                          | Wahlkreis IV | Wahlkreis V |
| ---------- | -------------------------------------------------------------------------------------------- | ---------------------------------------------------------------------------------------------- | --- | --- | --- |
| AfI – ELLA | -                                                                                            | -                                                                                              | Helga Werner (459)                                                                                     | - | - |
| B. F. D.   | Dr. Hans-Georg Möckel (2.230)                                                                | Theodor Kühn (736)                                                                             | - | - | - |
| CDU        | Joachim Lang (3.207) Rüdiger Hüttner (1.832) Martin Krichler (1.422) Brigitte Müller (1.409) | Dr. Adam Lambert (4.231) Dr. Herbert Gall (2.185) Günther Morgner (1.277) Jutta Staudt (1.164) | Dietmar Löschner (2.668) Gerd Möckel (2.634) Dr. Friedrich Petermann(*) (2.455) Monika Kirsten (2.201) | Dr. Bertram Wieczorek (5.509) Dr. Berthold Rink (5.199) Peter Plohmann (879) Frieder Hendel (632) Henning Petzold (525) | Dr. Winfried Eichler (4.845) Manfred Kuntze (3.456) Monika Wieczorek (2.917) Doris Fuchs (1.088) Eckhard Will (1.027) |
| CSU        | Thomas Schädlich (1.138)                                                                     | -                                                                                              | - | - | - |
| DBD        | -                                                                                            | -                                                                                              | Harald Zimmer (1.132)                                                                                  | - | - |
| DSU        | -                                                                                            | Uwe Kirsten (1.689)                                                                            | Gerd Prochaska (913)                                                                                   | Roberto Rink (2.745) | Friedrich Georgi (1.097)                                                                                              |
| PDS        | -                                                                                            | Dieter Hirschligau (1.375)                                                                     | - | Volker Mieth (547) | Reiner Zimmermann (1.275)                                                                                             |
| SPD        | Franz Hornung (1.871)                                                                        | Heinz Wüst (1.745) Karl-Heinz Olschewski (1.638)                                               | Rene Koschorreck (2.549)                                                                               | Dietrich Galle (1.428)                                                                                                  | Beate Gerbeth (1.852)                                                                                                 |

## Wirtschaft
Bedeutende Betriebe waren unter anderen:
- VEB Robotron-Elektroschaltgeräte Auerbach
- VEB Falkensteiner Gardinen- und Spitzenwebereien
- VEB Werkzeugmaschinen Auerbach
- VEB Suppina Auerbach
- VEB Filz- und Filtertuche Rodewisch
- VEB Vogtländische Wachstuchfabrik Treuen
- VEB Wäscheunion Rodewisch

## Verkehr
Über die Autobahn Plauen–Karl-Marx-Stadt war der Kreis an das Autobahnnetz der DDR angeschlossen. Dem überregionalen Straßenverkehr dienten außerdem die F 94 von Rodewisch nach Reichenbach und Greiz, die F 169 von Plauen über Auerbach nach Karl-Marx-Stadt sowie die F 173 von Plauen über Treuen nach Zwickau.
Das Kreisgebiet wurde von den Eisenbahnstrecken Zwickau–Falkenstein und Herlasgrün–Auerbach–Falkenstein–Oelsnitz erschlossen.

## Bevölkerungsdaten
Bevölkerungsübersicht aller 26 Gemeinden des Kreises Auerbach, die 1990 in das wiedergegründete Bundesland Sachsen kamen.
| AGS      | Gemeinde                  | Einwohner | Einwohner  | Fläche (ha) |
| AGS      | Gemeinde                  | 3.10.1990 | 31.12.1990 | 31.12.1990  |
| 14013020 | Altmannsgrün              | 304       | 299        | 551         |
| 14013030 | Auerbach/Vogtl., Stadt    | 21.311    | 20.833     | 1.460       |
| 14013040 | Beerheide                 | 743       | 731        | 1.929       |
| 14013050 | Bergen                    | 1.180     | 1.182      | 830         |
| 14013060 | Eich/Sa.                  | 597       | 590        | 747         |
| 14013070 | Ellefeld                  | 3.329     | 3.416      | 455         |
| 14013080 | Falkenstein/Vogtl., Stadt | 9.961     | 9.931      | 1.696       |
| 14013090 | Grünbach, Höhenluftkurort | 1.749     | 1.741      | 1.192       |
| 14013100 | Hartmannsgrün             | 874       | 873        | 988         |
| 14013110 | Kottengrün                | 746       | 741        | 562         |
| 14013120 | Neustadt/Vogtl.           | 1.058     | 1.049      | 1.299       |
| 14013130 | Oberlauterbach            | 437       | 436        | 756         |
| 14013140 | Plohn                     | 355       | 358        | 446         |
| 14013150 | Rebesgrün                 | 1.487     | 1.474      | 535         |
| 14013160 | Reumtengrün               | 850       | 846        | 602         |
| 14013170 | Rodewisch, Stadt          | 8.042     | 8.033      | 1.669       |
| 14013180 | Röthenbach                | 383       | 381        | 457         |
| 14013190 | Rothenkirchen             | 1.671     | 1.659      | 584         |
| 14013200 | Rützengrün                | 338       | 343        | 562         |
| 14013210 | Schnarrtanne              | 1.244     | 1.245      | 1012        |
| 14013220 | Schreiersgrün             | 828       | 824        | 459         |
| 14013230 | Treuen, Stadt             | 7.236     | 7.146      | 1.627       |
| 14013240 | Trieb/Vogtl.              | 829       | 825        | 654         |
| 14013250 | Werda                     | 1.051     | 1.057      | 796         |
| 14013260 | Wernesgrün                | 1.131     | 1.129      | 529         |
| 14013270 | Wildenau                  | 565       | 572        | 929         |
| 14013000 | Landkreis Auerbach        | 68.299    | 67.714     | 23.326      |

## Kfz-Kennzeichen
Den Kraftfahrzeugen (mit Ausnahme der Motorräder) und Anhängern wurden von etwa 1974 bis Ende 1990 dreibuchstabige Unterscheidungszeichen, die mit dem Buchstabenpaar TC begannen, zugewiesen. Die letzte für Motorräder genutzte Kennzeichenserie war XG 00-01 bis XG 40-00.
Anfang 1991 erhielt der Landkreis das Unterscheidungszeichen AE. Es wurde bis zum 31. März 1996 ausgegeben. Seit dem 9. November 2012 ist es im Vogtlandkreis erhältlich.